# Vestvågøya
Vestvågøya är en ö i Lofoten i Nordlands fylke i norra Norge. Den har en yta på 413,28 km² och utgör större delen av Vestvågøy kommun. Ön hade ca. 10 350 invånare 2006.
Vestvågøya hette tidigare Lofotr, som är ursprunget till Lofoten. Ön ligger mellan öarna Austvågøya och Gimsøya i nordost och Flakstadøya i sydväst. Det finns också flera små öar och skär runt ön. Vestvågøya utgör över 97 procent av kommunområdet och cirka 99 procent av invånarna i kommunen bor på ön. Europaväg 10 korsar ön och ansluter till Flakstadøya via Nappstraumtunneln och till Gimsøya via Sundklakkstraumenbron och förbinder Vestvågøya med grannöarna.
Den mellersta delen av ön är relativt platt och sumpig, medan de yttre delarna i norr och söder är bergiga. Detta är resultatet av erosion som verkar på ett landskap som har lyfts upp längs sydväst–nordvästgående förkastningar i utkanten av Lofoten, medan den inre axeln har förblivit mer stabil. Den högsta punkten på ön är berget Himmeltindan på 964 m ö.h. Det finns en stad på ön, Leknes och flera stora byar, som Stamsund, Ballstad och Gravdal.   

## Bilder

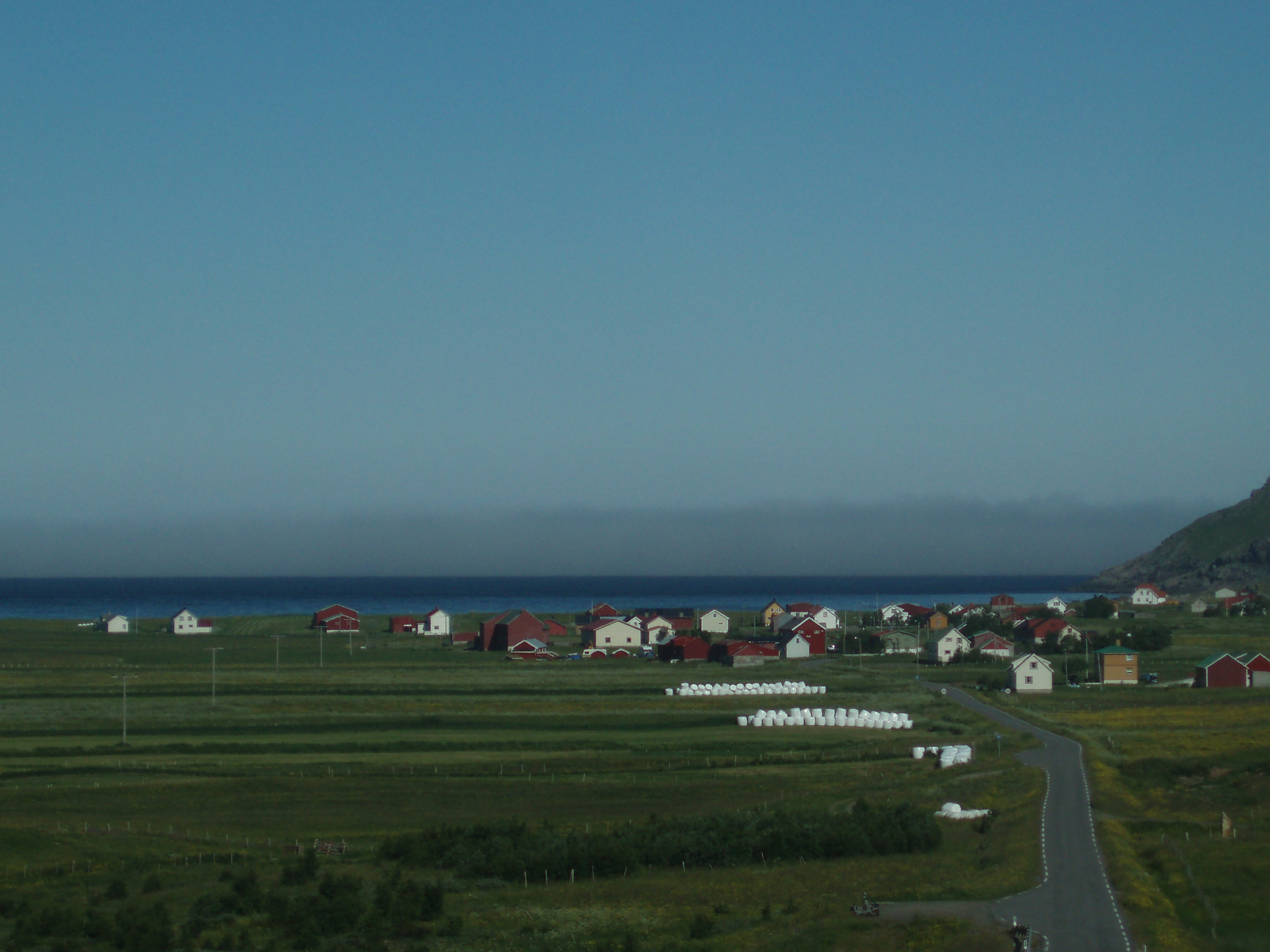
Unstad; Vestvågøy har de största låglandsområdena i Lofoten.
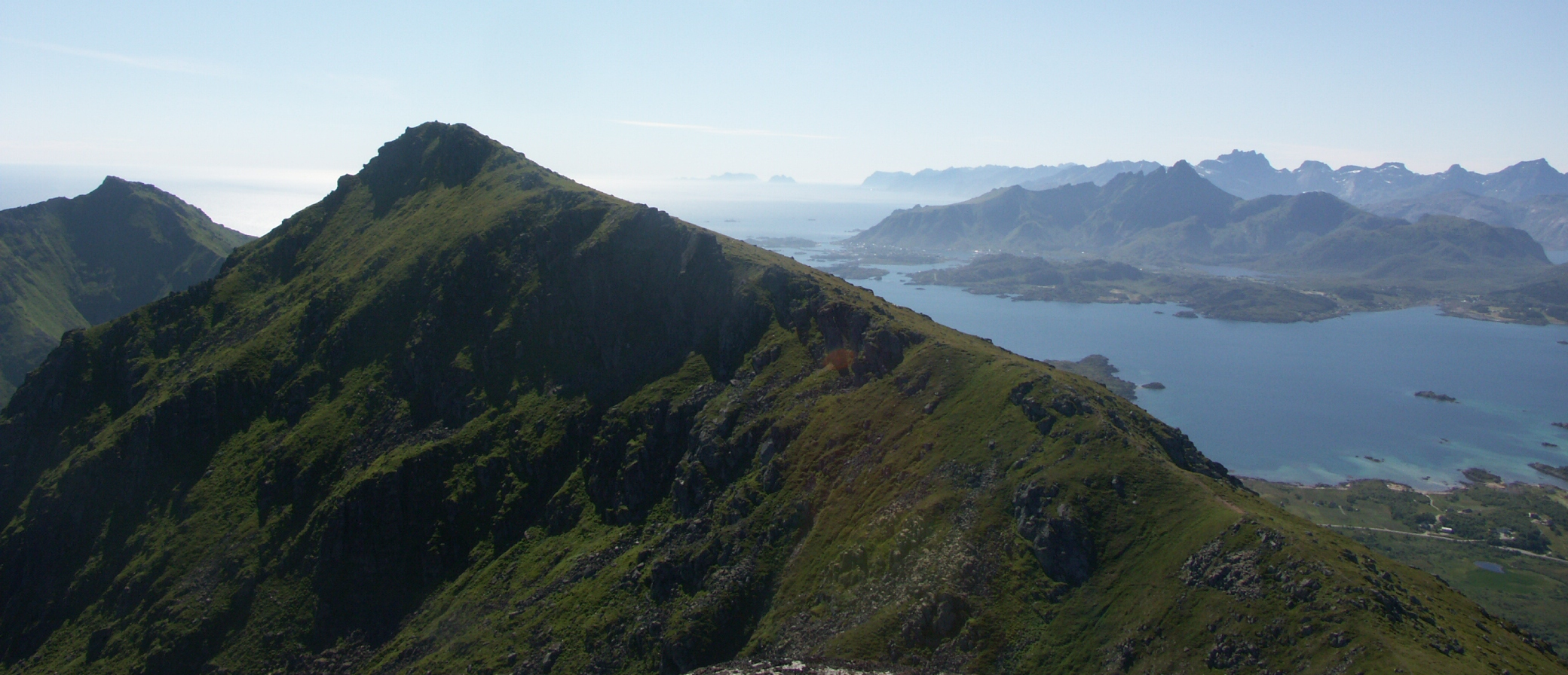
Utsikt mot sydväst från Bulitinden.
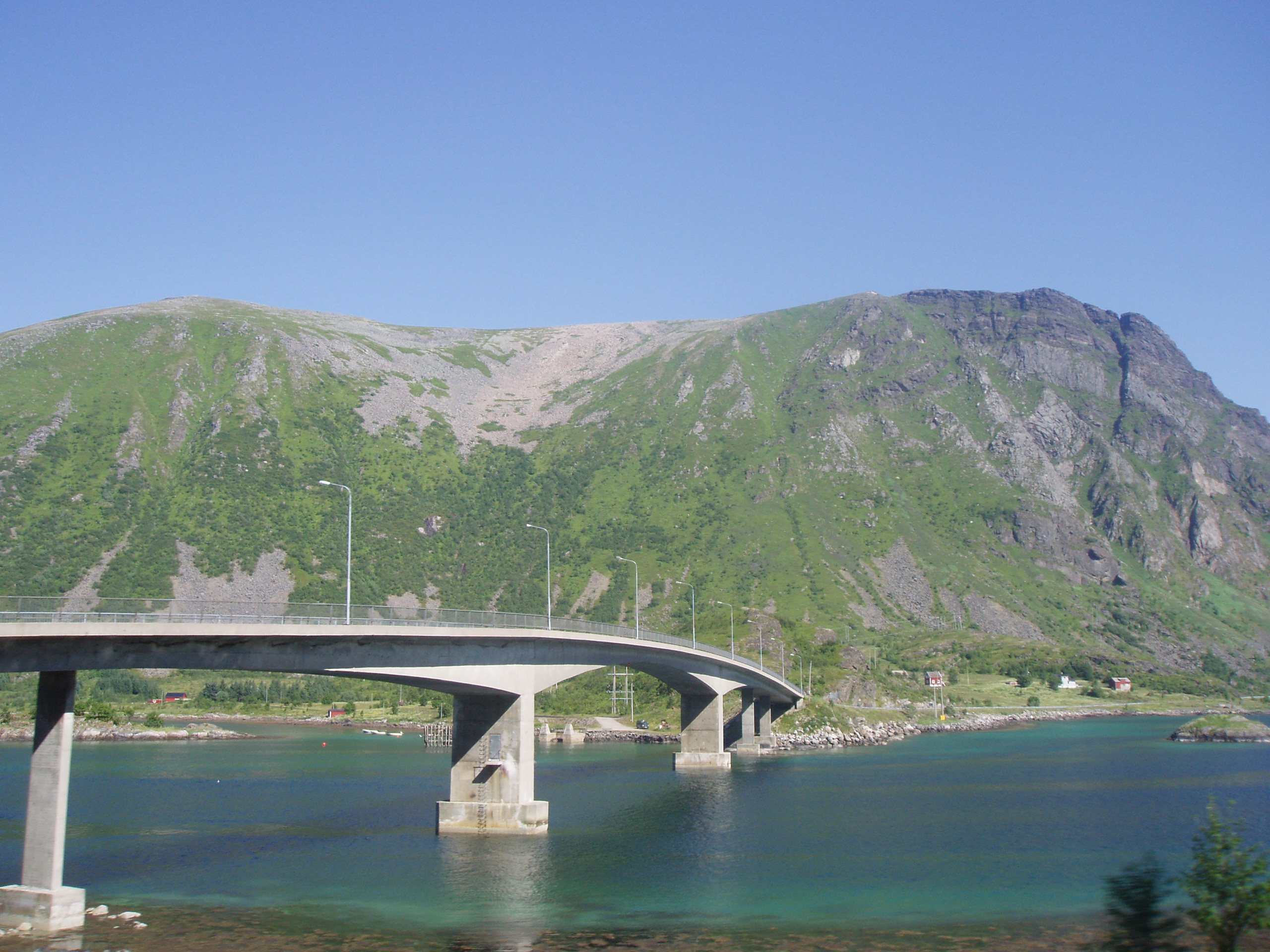
Bron över Sundklakkstraumen.
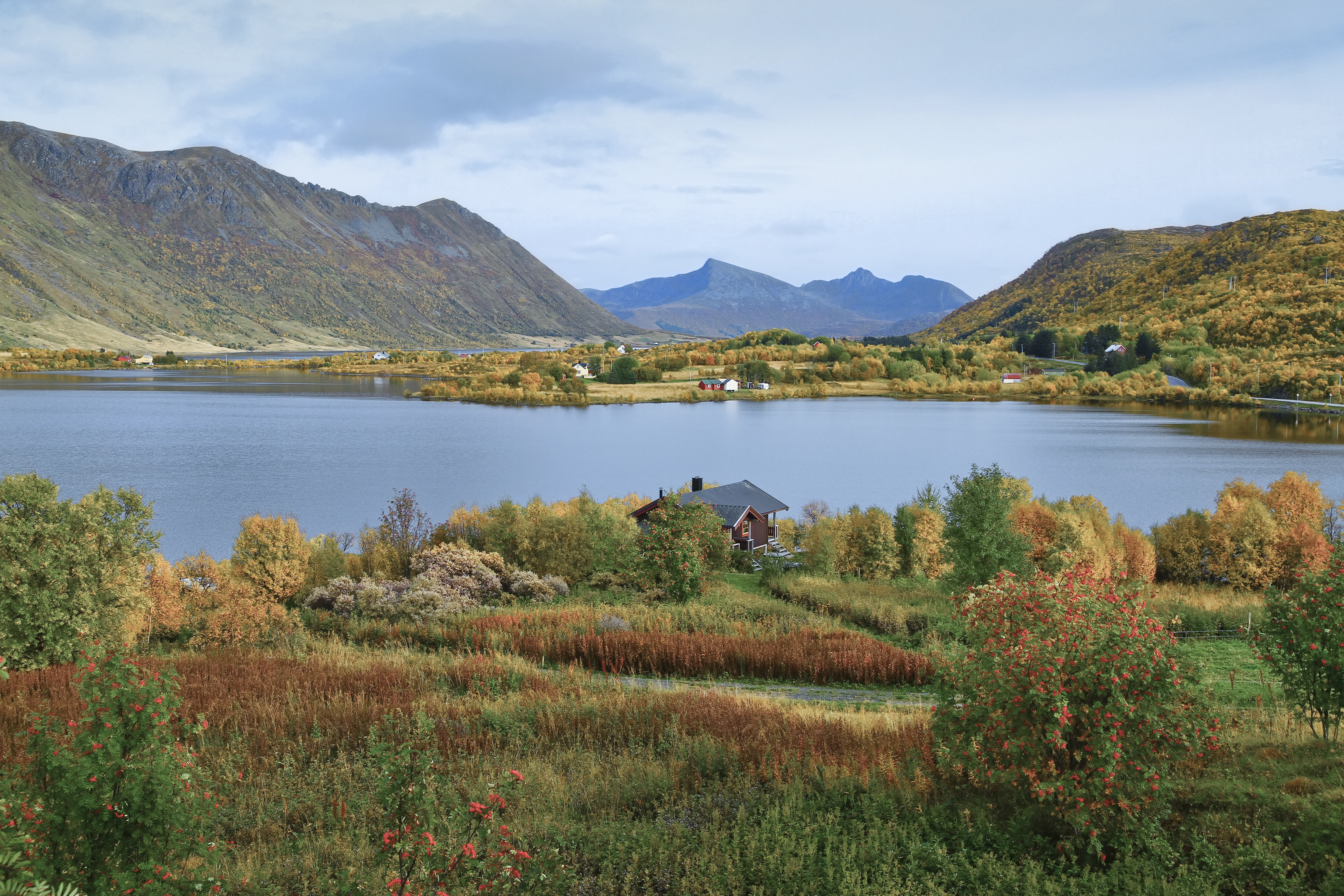
Steirapollen i september.
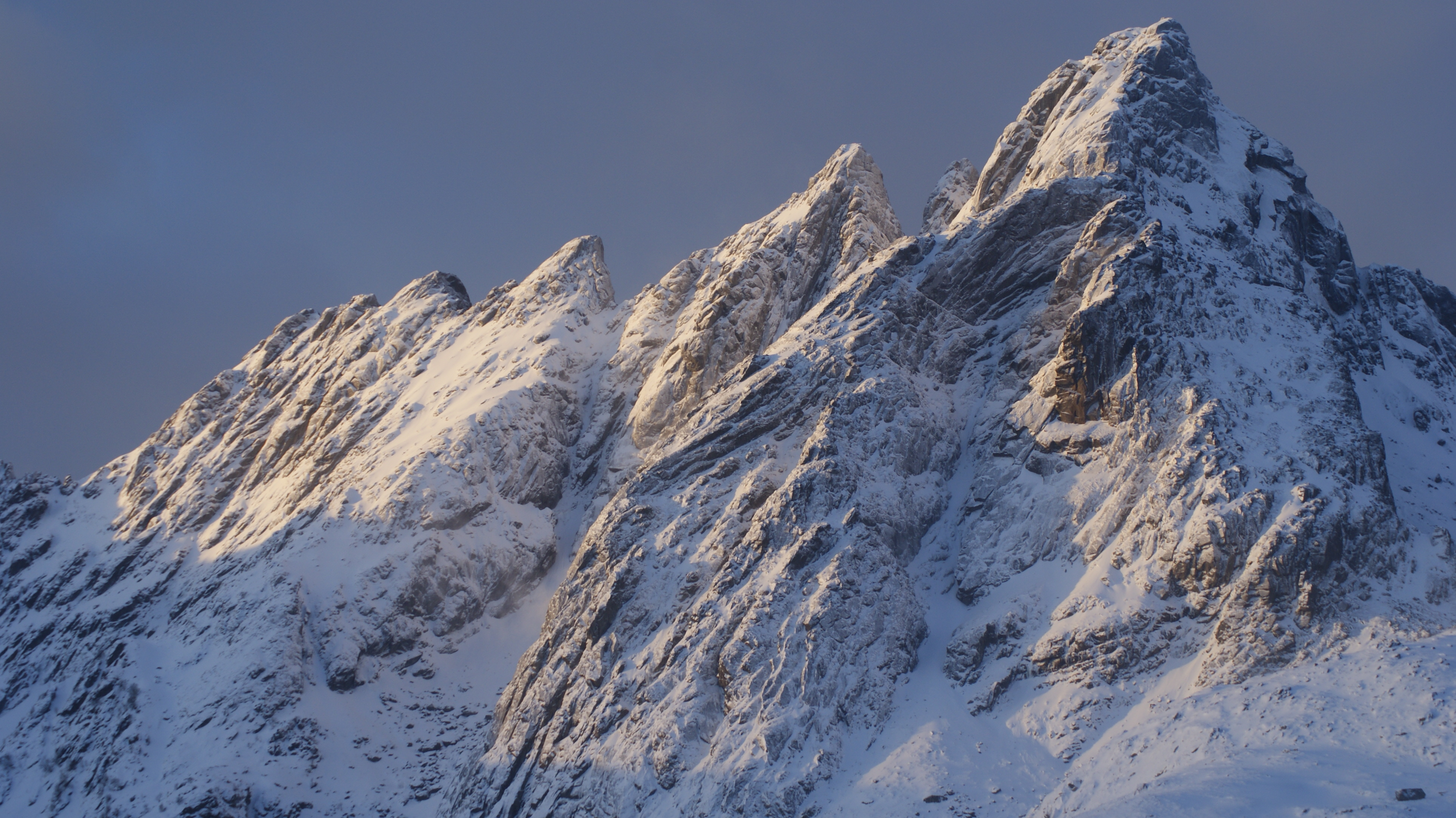
Berget Skottinden en vacker vinterdag.